# 永本聖奈
永本 聖奈（ながもと せな、2000年7月2日 - ）は、日本の女子レスリング選手。三重県出身。階級は59kg級。

## 来歴
3歳の頃に四日市ジュニアレスリングクラブでレスリングを始めた。小学生の時に全国大会で何度も優勝を果たした。羽津中学3年の時にジュニアクイーンズカップ中学生の部で2位、全国中学生選手権と全国中学選抜選手権で3位になった。至学館高校2年の時にジュニアクイーンズカップカデットの部とJOC杯カデットの部で優勝するも、インターハイと世界カデット選手権では2位だった。3年の時にはアジアジュニア選手権で優勝するも、インターハイは2位、全日本選手権と全日本選抜選手権では3位だった。2019年に至学館大学へ入学すると、全日本学生選手権で優勝するも、全日本選手権では3位だった。大学生時代は2位や3位にとどまることが多かった。2023年にアイシンの所属となると、全日本選抜選手権の59㎏級で優勝するも、世界選手権代表決定プレーオフでは東新住建の南条早映に敗れた。U-23世界選手権でも決勝で　ウクライナの選手に1－1の内容差で惜敗して2位だった。

## 主な戦績
- 2015年 -　ジュニアクイーンズカップ 中学生の部　2位（48kg級）
- 2015年 -　全国中学生選手権　3位（48g級）
- 2015年 -　全国中学選抜選手権　3位（48g級）
- 2016年 -　JOC杯カデットの部　2位（49kg級）
- 2017年 -　ジュニアクイーンズカップ カデットの部　優勝（56kg級）
- 2017年 -　JOC杯カデットの部　優勝（56kg級）
- 2017年 -　インターハイ　2位（56kg級）
- 2017年 -　世界カデット選手権　2位（56kg級）
- 2017年 -　全日本女子オープン選手権（高校生の部）　優勝（56kg級）

以降は55㎏級での戦績
- 2018年 -　ジュニアクイーンズカップ ジュニアの部　2位
- 2018年 -　JOC杯ジュニアの部　3位（57kg級）
- 2018年 -　全日本選抜選手権　3位
- 2018年 -　アジアジュニア選手権　優勝
- 2018年 -　インターハイ　2位（57kg級）
- 2018年 -　全日本女子オープン選手権（シニアの部）2位
- 2018年 -　全日本選手権　3位
- 2019年 -　クリッパン女子国際大会　優勝

以降は57㎏級での戦績
- 2019年 -　ジュニアクイーンズカップ ジュニアの部　3位
- 2019年 -　全日本選抜選手権　3位（59kg級）
- 2019年 -　全日本学生選手権　優勝
- 2019年 -　東京オリンピックテスト大会　2位
- 2019年 -　全日本女子オープン選手権（シニアの部）優勝
- 2019年 -　全日本選手権　3位
- 2020年 -　全日本選手権　2位
- 2021年 -　全日本選抜選手権　3位
- 2021年 -　全日本学生選手権　2位
- 2021年 -　全日本選手権　3位
- 2022年 -　全日本選抜選手権　3位
- 2022年 -　全日本学生選手権　3位

以降は59㎏級での戦績
- 2023年 -　ジュニアクイーンズカップ U23の部　優勝（50kg級）
- 2023年 -　全日本選抜選手権　優勝
- 2023年 - U-23世界選手権　2位
- 2023年 -　全日本選手権　2位
- 2024年 -　全日本選抜選手権　2位
- 2024年 -　全日本選手権　2位

（出典）